# Mark Sherrod
Mark Sherrod (Knoxville, 13 augustus 1990) is een Amerikaans voetballer die bij voorkeur als aanvaller speelt. Hij verruilde in 2015 Houston Dynamo voor San Jose Earthquakes.

## Clubcarrière
Sherrod werd als dertiende gekozen in de MLS SuperDraft 2014 door Houston Dynamo. Hij maakte zijn debuut op 8 maart 2014 tegen New England Revolution. Op 11 mei 2014 kreeg Sherrod tegen Real Salt Lake zijn eerste basisplaats. Hij maakte direct twee doelpunten in de wedstrijd die uiteindelijk met 2-5 verloren ging. Een blessure maakte vervolgens een einde aan zijn seizoen. Hij werd gekozen door Orlando City SC in de MLS Expansion Draft 2014. De volgende dag stuurde Orlando hem naar San Jose Earthquakes in ruil voor een keuze in de tweede ronde van de MLS SuperDraft 2015. 